# عبد الحميد عبد العزيز الصائغ
الدكتور عبد الحميد عبد العزيز محمد صالح الصائغ هو سياسي عراقي، ولد في الموصل سنة 1939.
شغل منصب وزير العمل والشؤون الاجتماعية للفترة من 2 كانون الثاني 1997 إلى 11 أيار 1998. كما شغل في بداية التسعينات منصب لجنة الخدمات والشؤون الصحية في المجلس الوطني العراقي.